# Maria Freschi

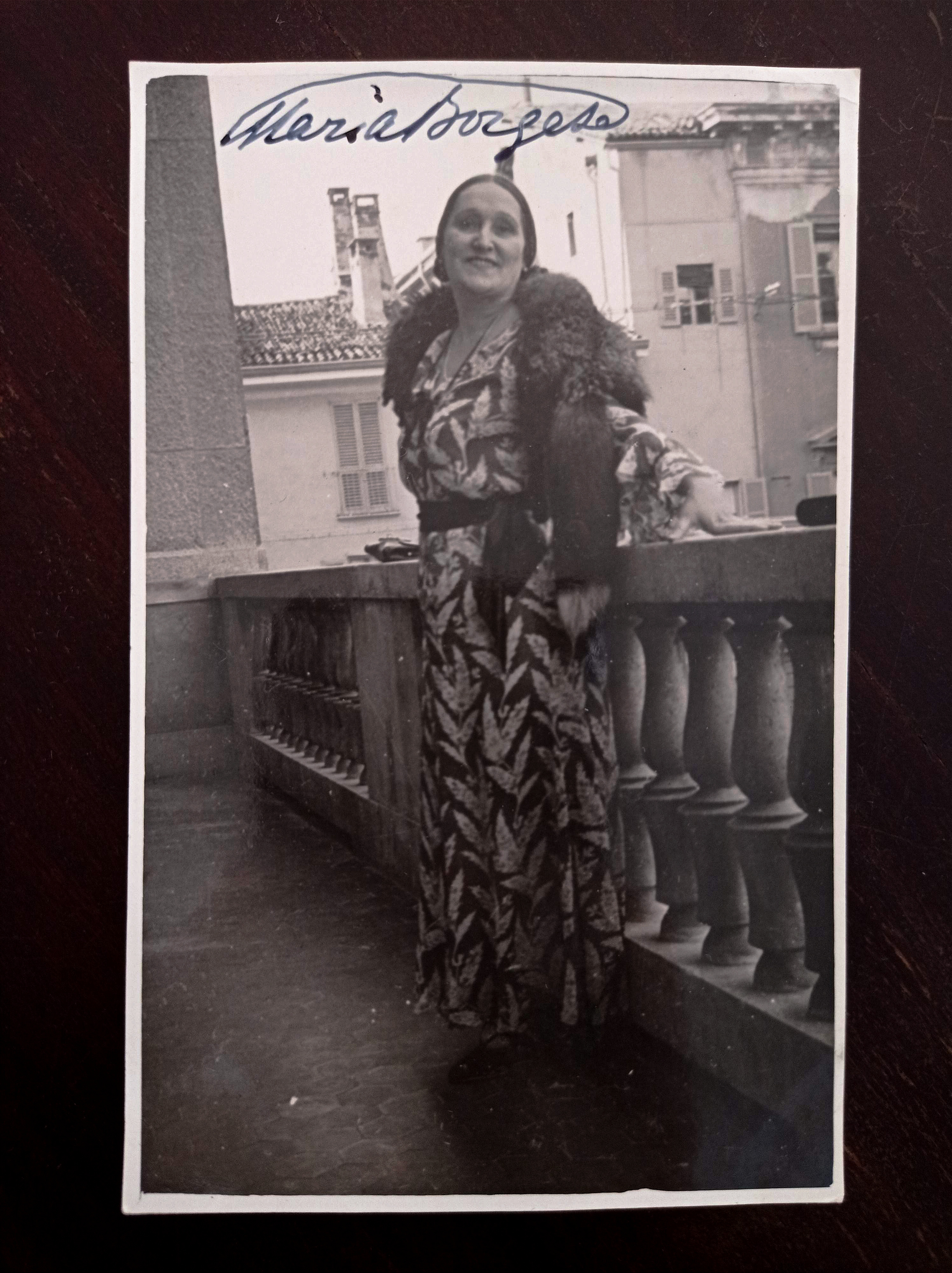
Fotografia autografa di Maria Freschi Borgese. Collezione privata - Palermo

Maria Freschi, indicata anche con il cognome acquisito Freschi Borgese o semplicemente Borgese, o con lo pseudonimo Erinni (Firenze, 3 aprile 1881 – Milano, 21 luglio 1947), è stata una scrittrice e poetessa italiana.

## Biografia
Maria Freschi fu autrice di liriche, romanzi e testi storico-letterari.
Esordì in letteratura nel 1909, con lo pseudonimo di Erinni, pubblicando il volume di liriche I canti dell'alba e della sera di stile crepuscolare. Il suo primo lavoro in prosa è del 1930: Aurora l'amata. Lo stile della Freschi narratrice è discorsivo, gli intrecci sono vicini ai modelli dannunziani, l'ambientazione è medio-borghese.
Meglio riusciti sono alcuni volumi di ricostruzione storico-letteraria, come La contessa Lara. una vita di passione e di poesia nell'Ottocento italiano e L'appassionata di Byron.

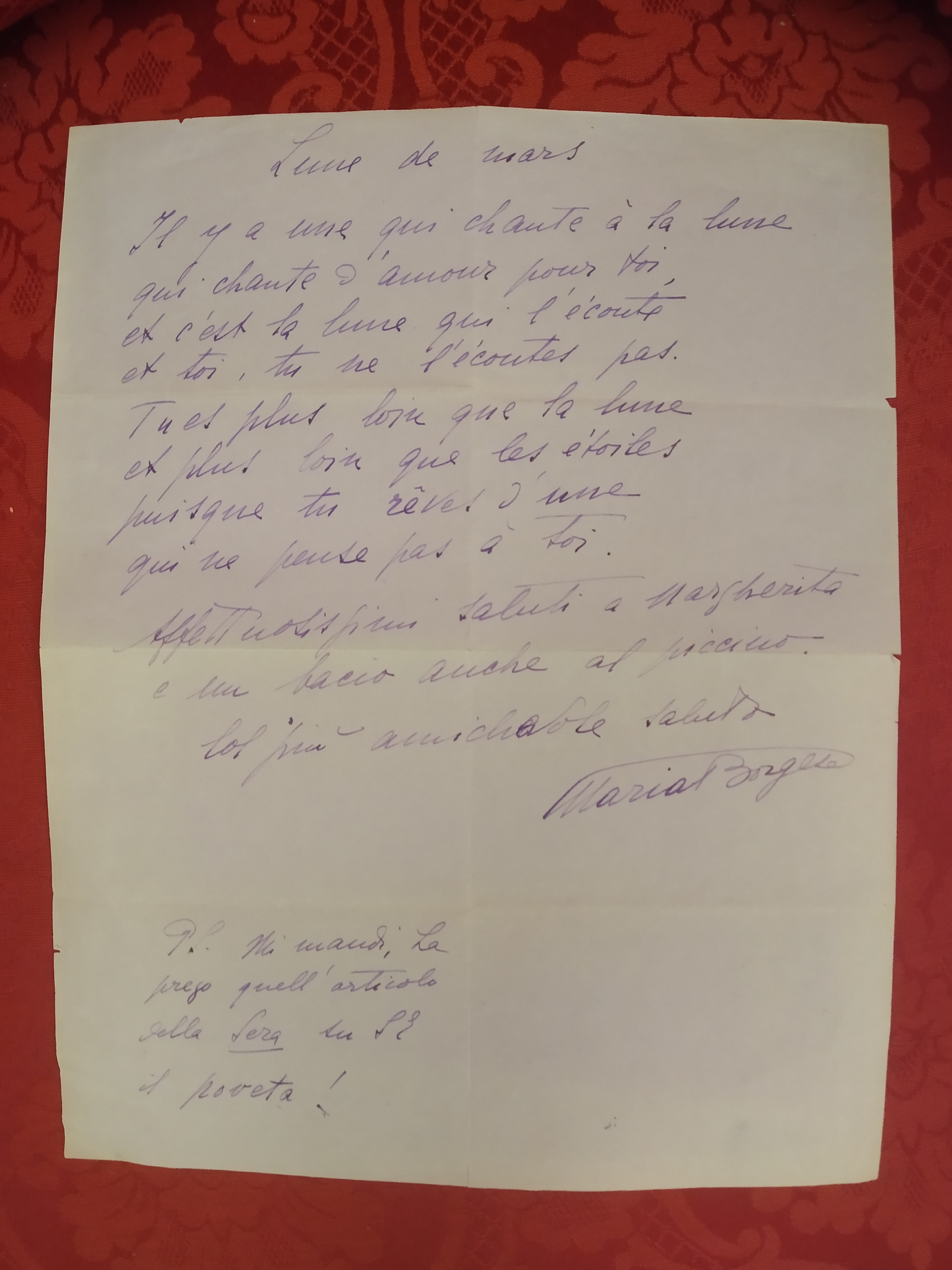
Poesia in francese manoscritta di Maria Freschi Borgese - Collezione privata - Palermo

Fu a lungo redattrice della rivista Occidente.

## Vita privata
Maria Freschi sposò lo scrittore e critico letterario siciliano Giuseppe Antonio Borgese con cui ebbe due figli Leonardo e Giovanna. I due si separarono nel 1939.

## Opere

### Poesia
- I canti dell'alba e della sera, Torino, Società Tipografico-Editrice Nazionale, 1909.
- La collana di asfodeli, Milano, La prora, 1933.

### Romanzi e novelle
- Aurora l'amata, Milano, Fratelli Treves, 1930.
- Le meraviglie che crescono nell'orto, Milano, Treves-Treccani-Tumminelli, 1932.
- Dodici donne e due cani, Milano, I.T.E., 1935.
- Benvenuto, Milano, Garzanti, 1945.
- La pelle della volpe, Firenze, Marzocco, 1946.

### Saggi storico-letterari
- La contessa Lara. Una vita di passione e di poesia nell'Ottocento italiano, Milano, Fratelli Treves, 1930.
- Corrispondenza fra Giovanni Verga e Felice Cameroni, in Occidente, 1935.
- Anime scompagnate, in Nuova Antologia, 1937.
- La rivolta siciliana del 1866 in un diario del tempo, Milano, Società anonima ed. Dante Alighieri, 1939.
- Costanza Perticari nei tempi di Vincenzo Monti, Firenze, Sansoni, 1940.
- Quelli che vennero prima, in Nuova Antologia, 1941.
- L'appassionata di Byron con le lettere inedite fra Lord Byron e la contessa Guiccioli, Milano, Garzanti, 1949.